# Buzura atomaria
Buzura atomaria là một loài bướm đêm trong họ Geometridae.